# Jan Antoni Czochralski
Jan Antoni Czochralski (ur. 3 czerwca 1924 w Trzemesznie (powiat krotoszyński), zm. 15 lipca 2004 w Warszawie) – germanista, językoznawca, leksykograf, profesor Uniwersytetu Warszawskiego, autor słowników i podręczników do nauki języka niemieckiego.

## Życiorys
Urodził się w Trzemesznie jako syn nauczyciela i kierownika szkoły podstawowej Kornela Czochralskiego (brata chemika profesora Jana Czochralskiego) i Heleny z d. Beutlich – Polki pochodzenia niemieckiego. W domu mówiono po polsku i po niemiecku. Ojciec jako poddany pod pruskim zaborem został w 1914 roku wcielony do armii niemieckiej. Po wybuchu rewolucji w Niemczech w roku 1918 wrócił do Polski, walczył przeciwko Niemcom w powstaniu wielkopolskim. 16 września 1939 roku został zatrzymany przez gestapo, 28 listopada przewieziony do Fortu VII w Poznaniu, a następnego dnia rozstrzelany w lasach Zakrzewskich. Matka zmarła w 1962 roku. Jan Czochralski był najmłodszym z sześciorga rodzeństwa. Jego trzej starsi bracia podczas II wojny światowej służyli w Wojsku Polskim. Również jedna z jego sióstr działała w podziemiu. Jan ze swoją matką przebywał podczas wojny w Trzemesznie, gdzie z konieczności pracował jako robotnik rolny u przesiedlonych spod Lwowa Niemców. Pod koniec wojny znalazł zatrudnienie w cukrowni pod Poznaniem. Po wojnie zdał maturę w Liceum im. H. Kołłątaja w Krotoszynie i podjął studia prawnicze na Uniwersytecie Warszawskim. Warszawę – jak wynika z relacji jego żony i córek – wybrał z powodów patriotycznych, żeby brać udział w odbudowie zniszczonej stolicy.
Po zdaniu egzaminu magisterskiego z prawa w roku 1949 doszedł do wniosku, że zawód prawnika nie jest jego przeznaczeniem i podjął studia germanistyczne, które ukończył w roku 1953. Został zatrudniony na Uniwersytecie Warszawskim najpierw w Zakładzie Językoznawstwa Ogólnego u profesora Zygmunta Rysiewicza, a następnie w Instytucie Germanistyki UW. W międzyczasie pracował przez jakiś czas jako spiker radiowy w dziale niemieckim polskiego radia, skąd po kilku miesiącach został zwolniony z argumentacją, że ma za mało radiofoniczny głos.
Stopień doktora (promotor: profesor Ludwik Zabrocki) uzyskał w roku 1962, a w roku 1968 stopień doktora habilitowanego. W roku 1978 został profesorem nadzwyczajnym, a 1988 profesorem zwyczajnym. W latach 1974–1994 pełnił funkcję dyrektora Instytutu Germanistyki. Był członkiem założycielem Stowarzyszenia Germanistów Polskich, członkiem Międzynarodowej Rady Naukowej Instytutu Języka Niemieckiego w Mannheim (Niemcy), członkiem Komitetu Neofilologicznego PAN. Oprócz niemieckiego znał też języki: angielski, hiszpański, niderlandzki. Tego ostatniego nauczył się w wieku pięćdziesięciu lat. Zainicjował badania niderlandystyczne na Uniwersytecie Warszawskim. W roku 1994 przeszedł na emeryturę, ale nadal pracował w Instytucie Germanistyki UW.
Pod koniec lat 90. bardzo energicznie włączył się w obronę dobrego imienia swojego stryja Jana Czochralskiego – niesłusznie oskarżanego o kolaborację z hitlerowskimi Niemcami. Pisze o tym obszernie w wydanych przez siebie wspomnieniach. Interesował się poezją, muzyką, sztuką starożytnej Grecji i Egiptu, a również ornitologią.

## Osiągnięcia naukowe i dydaktyczne
Profesor Czochralski był – obok profesora Ludwika Zabrockiego – pionierem polsko–niemieckich językoznawczych badań kontrastywnych.          W roku 1966 w holenderskim czasopiśmie Linguistics 24 ukazał się (w języku niemieckim) jego artykuł Grundsätzliches zur Theorie der kontrastiven Grammatik, w którym przedstawił podstawowe pojęcia teoretyczne związane z badaniami kontrastywnymi (konfrontatywnymi), a przede wszystkim metody międzyjęzykowej konfrontacji. W swoich pracach nawiązywał do badań amerykańskiego strukturalizmu i prowadzonych tam badań kontrastywnych. Ważne miejsce w jego pracach zajmuje problem międzyjęzykowej interferencji, która jest częstym źródłem błędów w nauce języka niemieckiego dla Polaków. W roku 1967 ukazała się jego obszerna monografia o aspekcie czasownikowym i czasach gramatycznych w języku polskim i niemieckim: Aspekt und Tempus im Polnischen und Deutschen. Eine Kontrastivstudie. Była to pierwsza praca książkowa dotycząca zagadnień gramatyki niemiecko-polskiej. Publikowana była w latach późniejszych pod innym tytułem Verbalaspekt und Tempussystem im Deutschen und Polnischen. Eine konfrontative Darstellung (Warszawa: Wydawnictwa Uniwersytetu Warszawskiego).
W roku 1990 opublikował swoje dzieło: Gramatyka niemiecka dla Polaków (Warszawa: Wiedza Powszechna). W sposób przystępny przedstawił w nim nie tylko system gramatyczny, ale też słowotwórstwo i fonetykę w porównaniu niemiecko-polskim. Książka miała wiele wznowień. Podobny charakter ma Gramatyka funkcjonalna języka niemieckiego (1994, Warszawa: Wiedza Powszechna). W projekcie naukowym „Niemiecko-polska gramatyka kontrastywna” realizowanym pod kierunkiem profesora z Mannheimu Ulricha Engela z udziałem zespołu polskich germanistów, profesor Czochralski pełnił rolę konsultanta. Owocem tego szeroko zakrojonego projektu była obszerna dwutomowa publikacja: Deutsch-polnische kontrastive Grammatik (Bd. 1. Bd. 2. Heidelberg: Julius Groos Verlag), która ukazała się po raz pierwszy w roku 1999.
Jako leksykograf–praktyk był autorem/współautorem ogólnych słowników w relacji polsko-niemieckiej:
- Jan Czochralski (1964): Mały słownik polsko-niemiecki. Warszawa: Wiedza Powszechna.
- Stanisław Schimitzek/Jan Czochralski (1987, [1979]): Kieszonkowy słownik niemiecko-polski, polsko-niemiecki. Warszawa: Wiedza Powszechna

W tym drugim słowniku opracował część polsko-niemiecką, prezentując dla polskich haseł opracowaną przez siebie transkrypcję fonetyczną. Poza tym był m.in. współautorem słownika o tematyce turystycznej (współaut. Stanisław Schimitzek) Słownik turystyczny niemiecko-polski i polsko-niemiecki (1979, Warszawa: Wiedza Powszechna). Jest autorem względnie współautorem słowników hiszpańsko-polskich i niderlandzko-polskich.
Opracował jako autor/współautor bilingwalne słowniki frazeologiczne:
- Jan A. Czochralski (1976): Mały słownik idiomatyczny polsko-niemiecki. Warszawa: Wiedza Powszechna.
- Jan Czochralski/Klaus-Dieter Ludwig (1999): Słownik frazeologiczny niemiecko-polski. Warszawa: Wiedza Powszechna.
- Jan Czochralski/Stanisław Prędota (1993): Podręczny niderlandzko-polski słownik frazeologiczny. Wrocław: Wydawnictwo Uniwersytetu Wrocławskiego.

Jest autorem podręczników do nauki języka niemieckiego w Polsce, m.in.:
- (współautor) Thomas Höhle (1985): Sprecht mit uns – lernt mit uns – kurs dla zaawansowanych z płytami i kasetami. Warszawa: Wiedza Powszechna.
- Jan Czochralski et al. (1996): Akademicki podręcznik języka niemieckiego. Warszawa: PWN.
- Jan Antoni Czochralski (2001): Mówimy po niemiecku. Warszawa: Wiedza Powszechna.

## Nagrody i odznaczenia
Za osiągnięcia w pracy naukowej i dydaktycznej otrzymał m.in. Krzyż Kawalerski Orderu Odrodzenia Polski, Medal Komisji Edukacji Narodowej, wielokrotnie nagrody Ministra Oświaty i Szkolnictwa Wyższego, Medal Uniwersytetu Warszawskiego i nagrody Rektora UW. Od Fundacji Alexandra von Humboldta otrzymał prestiżową nagrodę za wybitne osiągnięcia naukowe w dziedzinie germanistyki i językoznawstwa kontrastywnego oraz za wkład w szerzenie kultury niemieckiej i znajomości języka niemieckiego.